# Константін (Мічиган)
Константін (англ. Constantine) — селище (англ. village) в США, в окрузі Сент-Джозеф штату Мічиган. Населення — 1947 осіб (2020).

## Географія
Константін розташований за координатами 41°50′17″ пн. ш. 85°39′55″ зх. д. / 41.83806° пн. ш. 85.66528° зх. д. (41.837955, -85.665212).  За даними Бюро перепису населення США в 2010 році селище мало площу 4,59 км², з яких 4,17 км² — суходіл та 0,42 км² — водойми.

## Демографія
Згідно з переписом 2010 року, у селищі мешкало 2076 осіб у 728 домогосподарствах у складі 522 родин. Густота населення становила 452 особи/км².  Було 829 помешкань (181/км²).
Расовий склад населення:
| - 91,5 % — білих - 1,8 % — чорних або афроамериканців - 0,9 % — корінних американців - 0,5 % — азіатів - 2,4 % — осіб інших рас |

До двох чи більше рас належало 3,0 %. Частка іспаномовних становила 3,3 % від усіх жителів.
За віковим діапазоном населення розподілялося таким чином: 31,6 % — особи молодші 18 років, 59,5 % — особи у віці 18—64 років, 8,9 % — особи у віці 65 років та старші. Медіана віку мешканця становила 31,2 року. На 100 осіб жіночої статі у селищі припадало 96,8 чоловіків;  на 100 жінок у віці від 18 років та старших — 92,2 чоловіків також старших 18 років.
Середній дохід на одне домашнє господарство  становив 43 277 доларів США (медіана — 36 016), а середній дохід на одну сім'ю — 52 390 доларів (медіана — 43 929). Медіана доходів становила 36 293 долари для чоловіків та 30 096 доларів для жінок. За межею бідності перебувало 19,5 % осіб, у тому числі 22,7 % дітей у віці до 18 років та 6,1 % осіб у віці 65 років та старших.
Цивільне працевлаштоване населення становило 754 особи. Основні галузі зайнятості: виробництво — 39,1 %, освіта, охорона здоров'я та соціальна допомога — 18,2 %, роздрібна торгівля — 12,2 %.